# Нигохос Бедросян
Нигохос Бедросян (на арменски: Նիկողոս Բեդրոսյան) е арменски архитект, живял и творил в Русе.

## Биография
Пристига в Русе през 1880-те години. Първоначално работи по канализацията в града. Проектира 13 сгради в Русе, част от които са обявени за паметници на културата от национално значение. През 1893 г. получава свидетелство за правоспособност по съставянето на архитектурни проекти от Градския общински съвет. Последният негов строеж е от 1900 г. Скоро след това напуска града.
Негово дело са къщите на политика Иван Симеонов и сградата на банка „Братя Симеонови“ от 1895 г., къщата на търговеца и общественик Йосиф Дайнелов, къща и магазин на търговеца и политика Георги Мартинов през 1900 г. През 1897 г. построява и къща за своята любима Мириам Бедросян, в която живеят до 1901 г.